# Movimento de Acção Revolucionária
O Movimento de Acção Revolucionária foi um movimento de esquerda radical português fundado por volta de 1963, na sequência da crise académica de 1962.
O MAR foi influenciado pela Revolução Cubana e pelos movimentos de libertação em África; integrava a Frente Patrótica de Libertação Nacional, sediada em Argel, e apoiava o recursos a ações armadas para derrubar a ditadura. Tinha como boletim o jornal ilegal "Acção Revolucionária", impresso fora do país (publicou também outro boletim, igualmente chamado "Acção Revolucionária", publicado em Argel pela Comissão Política do Exterior do MAR, e que gerou grande controvérsia dentro da organização, com acusações que os textos publicados nesse boletim não tinham a aprovação da direção do movimento).
Entre as figuras ligadas ao Movimento, temos Jorge Sampaio, Vasco Pulido Valente, João Benard da Costa, Manuel de Lucena, António Lopes Cardoso, José Augusto Seabra, Fernando Echevarría, João Cravinho, Nuno Brederode dos Santos, Vítor Wengorovius, José Medeiros Ferreira e Nuno Bragança.